# Souvanna phoumai
Souvanna phoumai là một loài bọ cánh cứng trong họ Cerambycidae.